# ساندرو اسکارکیلی
ساندرو اسکارکیلی (ایتالیایی: Sandro Scarchilli؛ ‏ ۲۲ آوریل ۱۹۳۴ – ۳۱ اوت ۱۹۹۹) بازیگر اهل ایتالیا بود.
از فیلم‌هایی که وی در آن نقش داشته‌است، می‌توان به خوب، بد، زشت و جانگو حرام‌زاده اشاره کرد.